# Ramachandra Raya
Ramachandra Raya (fl. XV secolo) è stato un rajah dell'Impero Vijayanagara dell'India meridionale nel 1422, appartenente alla Dinastia Sangama.
Ramachandra Raya era il figlio di Deva Raya I e divenne rajah di Vijayanagara dopo la morte del padre nel 1422. Durante tutto il suo regno non si sono registrati significativi cambiamenti territoriali o particolari eventi significativi. Successivamente, nel corso dello stesso anno, salì al trono suo fratello Vira Vijaya Bukka Raya, ma anche lui, similmente a Ramachandra, ebbe un regno troppo breve e povero di eventi degni di nota.